# Стокгольмский филармонический оркестр
Королевский филармонический оркестр Стокгольма (швед. Kungliga Filharmoniska Orkestern i Stockholm) — симфонический оркестр, базирующийся в Стокгольме. С 1926 основной концертной площадкой оркестра является Стокгольмский концертный зал.

## История и деятельность
Был основан в 1902 как оркестр Стокгольмского концертного общества, с 1914 обрёл стабильный статус благодаря государственному муниципальному финансированию. В 1937 оркестр стал основным оркестром Шведского радио, с 1957 — Стокгольмский филармонический оркестр, с 1992 — современное название. В разные годы оркестром руководили известные дирижёры (в том числе, иностранцы) — Тур Аулин, Фриц Буш, Антал Дорати, Геннадий Рождественский, Вацлав Талих, Ханс Шмидт-Иссерштедт. С 2008 главный дирижёр Стокгольмской филармонии — финн Сакари Орамо.
В исполнении оркестра состоялись премьеры многих оркестровых сочинений шведских и зарубежных композиторов, среди них Третья симфония Ф. Бервальда (1905), «Ступени» С. А. Губайдулиной (3-я ред., 1993), Первая (1904), Четвёртая (1930) и Пятая (1934) симфонии В. Петерсона-Бергера, «Cinq reflets de l’Amour de loin» К. Саариахо (2002), увертюры «First-Pieces» С. Д. Сандстрёма (1994), Седьмой симфонии Я.Сибелиуса (1924).
Среди известных выступлений оркестра — ежегодно проходящие в мае Стокгольмский международный фестиваль композиторов и Композиторская неделя, посвящённые творчеству одного соответственно иностранного или шведского современного композитора, музыкальное сопровождение вручения Нобелевских премий и Polar Music Prize.

## Главные дирижёры
- Тур Аулин (1902—1910)
- Ханс Зебер ван дер Флу (1913)
- Эрих Окс (1914)
- Георг Шнеевойгт (1915—1924)
- Вильгельм Зибен (1925—1926)
- Вацлав Талих (1926—1936)
- Фриц Буш (1937—1940)
- Карл фон Гарагуй (1942—1953)
- Ханс Шмидт-Иссерштедт (1955—1964)
- Антал Дорати (1966—1974)
- Геннадий Рождественский (1974—1977, 1991—1995)
- Юрий Аронович (1982—1987)
- Пааво Берглунд (1987—1990)
- Эндрю Дэвис и Пааво Ярви (1995—1998)
- Алан Гилберт (2000—2008)
- Сакари Орамо (2008—2021)
- Райан Бэнкрофт (с 2023)